# Deltaeder
Deltaeder je polieder, ki ima za stranske ploskve same enakostranične trikotnike. 

## Osem konveksnih deltaedrov
| Ime                                  | Slika | Stranske ploskve | Robovi | Oglišča | Konfiguracije oglišča | Simetrijska grupa      |
| ------------------------------------ | ----- | ---------------- | ------ | ------- | --------------------- | ---------------------- |
| pravilni tetraeder                   |       | 4                | 6      | 4       | 4 × 33                | {\displaystyle T_{d}}  |
| tristrana bipiramida                 |       | 6                | 9      | 5       | 2 × 33 3 × 34         | {\displaystyle D_{3h}} |
| pravilni oktaeder                    |       | 8                | 12     | 6       | 6 × 34                | {\displaystyle O_{h}}  |
| petstrana bipiramida                 |       | 10               | 15     | 7       | 5 × 34 2 × 35         | {\displaystyle D_{5h}} |
| prirezan disfenoid                   |       | 12               | 18     | 8       | 4 × 34 4 × 35         | {\displaystyle D_{2d}} |
| trojno povečana tristrana prizma     |       | 14               | 21     | 9       | 3 × 34 6 × 35         | {\displaystyle D_{3h}} |
| giro podaljšana kvadratna bipiramida |       | 16               | 24     | 10      | 2 × 34 8 × 35         | {\displaystyle D_{4d}} |
| pravilni ikozaeder                   |       | 20               | 30     | 12      | 12 × 35               | {\displaystyle I_{h}}  |

Trije od deltaedrov so platonska telesa. To so
- deltaeder s 4 stranskimi ploskvami (tetraeder), kjer se po tri stranske ploskve srečajo v vsakem oglišču
- deltaeder z osmimi stranskimi ploskvami (oktaeder) pri katerem se štiri stranske ploskve srečajo v vsakem oglišču
- deltaeder z dvajsetimi stranskimi ploskvami (ikozaeder) pri katerem se pet stranskih ploskev sreča v vsakem vsakem oglišču.

V deltaedru s šestimi stranskimi ploskvami imajo nekatera oglišča stopnjo 3 in nekatera stopnjo 4. V deltaedru s 16 stranskimi ploskvami imajo nekatera oglišča stopnjo 4 in nekatera stopnjo 5. Teh pet nepravilnih deltaedrov pripada Johnsonovim telesom. To so nepravilni mnogokotniki za stranske ploskve.
Deltaedri obdržijo svojo obliko tudi, če so robovi prosti tako, da se lahko vrtijo okoli oglišč tako, da so koti med robovi tekoči. Vsi poliedri nimajo te lastnosti. Zgled:če sprostimo nekaj kotov kocke, lahko [[kocka|kocko] spremenimo v prizmo brez pravih kotov.
Prav tako ne obstajajo nekonveksni deltaedri z 18 stranskimi ploskvami, ker bi se moralo v oglišču srečati šest stranskih ploskev. S tem bi ustvarili neki koplanarni trikotnik. Takšen polieder lahko obstaja samo z nepravilnimi trikotniki (glej oktaeder)

## Nekonveksne oblike
Obstaja neskončno veliko nekonveksnih oblik. Nekaj primerov deltaedrov s sekajočimi se stranskimi ploskvami:
- veliki ikozaeder, ki je  Kepler-Poinsotovo telo

Ostale nekonveksne deltaedre lahko generiramo z dodajanjem enakostraničnih piramid na stranske ploskve vseh petih pravilnih poliedrov:     
- enakostranični triakisni tetraeder
- enakostranični tetrakisni heksaeder
- enakostranični triakisni oktaeder
- enakostranični pentakisni dodekaeder
- enakostranični triakisni ikozaeder (stela oktangula)

Prav tako pa tudi z dodajanjem obrnjenih piramid na stranske ploskve:
- izkopan dodekaeder

| veliki ikozaeder (20 sekajočih se trikotnikov) | stela oktangula (24 trikotnikov) | izkopan dodekaeder (60 trikotnikov) | toroidni polieder (48 trikotnikov) |